# Stipa scirpea
Stipa scirpea är en gräsart som beskrevs av Carlos Luis Spegazzini. Stipa scirpea ingår i släktet fjädergrässläktet, och familjen gräs. Inga underarter finns listade i Catalogue of Life.